# Самко, Анна Илларионовна
Анна Илларионовна Самко (1926, Мозолевськое, Криворожский округ — 2007, Мозолевськое, Днепропетровская область) — передовик советского сельского хозяйства, звеньевая молочного совхоза имени Куйбышева Министерства совхозов СССР, Никопольский район Днепропетровская область, Герой Социалистического Труда (1949).

## Биография
Родилась в 1926 году в селе Першотравневое Днепропетровской области Украинской ССР в украинской крестьянской семье. Окончила обучение в средней школе. 
В 1946 году трудоустроилась в совхоз имени Куйбышева Никопольского района. В дальнейшем стала работать звеньевой в полеводческой бригаде. В 1948 году её звено получило высокий урожай пшеницы 31,1 центнера с гектара на площади 20 гектаров.
Указом Президиума Верховного Совета СССР от 16 апреля 1949 года за получение высокого урожая пшеницы Анне Илларионовне Самко было присвоено звание Героя Социалистического Труда с вручением ордена Ленина и медали «Серп и Молот».
Продолжала работать в совхозе. Была назначена бригадиром, а затем комендантом 4-го отделения совхоза. В сентябре 1982 года вышла на пенсию.
Проживала в родном селе. Умерла в 2007 году.

## Награды
- Медаль «Серп и Молот» (16.04.1949);
- орден Ленина (16.04.1949);
- Бронзовая медаль ВДНХ.